# Laillé
 Laillé  es una población y comuna francesa, situada en la región de Bretaña, departamento de Ille y Vilaine, en el distrito de Redon y cantón de Guichen.

## Demografía
| 1267 | 1336 | 1497 | 2411 | 2973 | 3558 |
| Para los censos de 1962 a 1999 la población legal corresponde a la población sin duplicidades (Fuente: INSEE [Consultar]) |      |      |      |      |      |